# Venizy
Venizy est une commune française située dans le département de l'Yonne en région Bourgogne-Franche-Comté.
Venizy se situe dans le Pays d'Othe, petite région boisée, à cheval sur les anciennes régions administratives de Bourgogne et de Champagne-Ardenne, s'étalant entre les départements de l'Yonne et de l'Aube. La bourgade la plus proche est Saint-Florentin.

## Géographie
Une rivière souterraine coule sous la commune, accessible - en approche spéléo - sur plus de 200 m.

### Climat
Pour des articles plus généraux, voir Climat de la Bourgogne-Franche-Comté et Climat de l'Yonne.
En 2010, le climat de la commune est de type climat océanique dégradé des plaines du Centre et du Nord, selon une étude du Centre national de la recherche scientifique s'appuyant sur une série de données couvrant la période 1971-2000. En 2020, Météo-France publie une typologie des climats de la France métropolitaine dans laquelle la commune est exposée à un climat océanique altéré et est dans une zone de transition entre les régions climatiques « Nord-est du bassin Parisien » et « Lorraine, plateau de Langres, Morvan ». 
Pour la période 1971-2000, la température annuelle moyenne est de 10,4 °C, avec une amplitude thermique annuelle de 16,4 °C. Le cumul annuel moyen de précipitations est de 782 mm, avec 11,5 jours de précipitations en janvier et 7,7 jours en juillet. Pour la période 1991-2020, la température moyenne annuelle observée sur la station météorologique de Météo-France la plus proche, « Chessy-les-Pres_sapc », sur la commune de Chessy-les-Prés à 15 km à vol d'oiseau, est de 11,2 °C et le cumul annuel moyen de précipitations est de 756,5 mm. 
La température maximale relevée sur cette station est de 41,4 °C, atteinte le 25 juillet 2019 ; la température minimale est de −22,2 °C, atteinte le 2 janvier 1997,,. 
Les paramètres climatiques de la commune ont été estimés pour le milieu du siècle (2041-2070) selon différents scénarios d'émission de gaz à effet de serre à partir des nouvelles projections climatiques de référence DRIAS-2020. Ils sont consultables sur un site dédié publié par Météo-France en novembre 2022.

## Urbanisme

### Typologie
Au 1er janvier 2024, Venizy est catégorisée commune rurale à habitat dispersé, selon la nouvelle grille communale de densité à sept niveaux définie par l'Insee en 2022.
Elle est située hors unité urbaine. Par ailleurs la commune fait partie de l'aire d'attraction de Saint-Florentin, dont elle est une commune de la couronne,. Cette aire, qui regroupe 19 communes, est catégorisée dans les aires de moins de 50 000 habitants,.

### Occupation des sols
L'occupation des sols de la commune, telle qu'elle ressort de la base de données européenne d’occupation biophysique des sols Corine Land Cover (CLC), est marquée par l'importance des territoires agricoles (56,2 % en 2018), une proportion sensiblement équivalente à celle de 1990 (56,9 %). La répartition détaillée en 2018 est la suivante : 
terres arables (48,7 %), forêts (39,8 %), zones agricoles hétérogènes (7,5 %), milieux à végétation arbustive et/ou herbacée (3,3 %), zones urbanisées (0,7 %). L'évolution de l’occupation des sols de la commune et de ses infrastructures peut être observée sur les différentes représentations cartographiques du territoire : la carte de Cassini (XVIIIe siècle), la carte d'état-major (1820-1866) et les cartes ou photos aériennes de l'IGN pour la période actuelle (1950 à aujourd'hui).

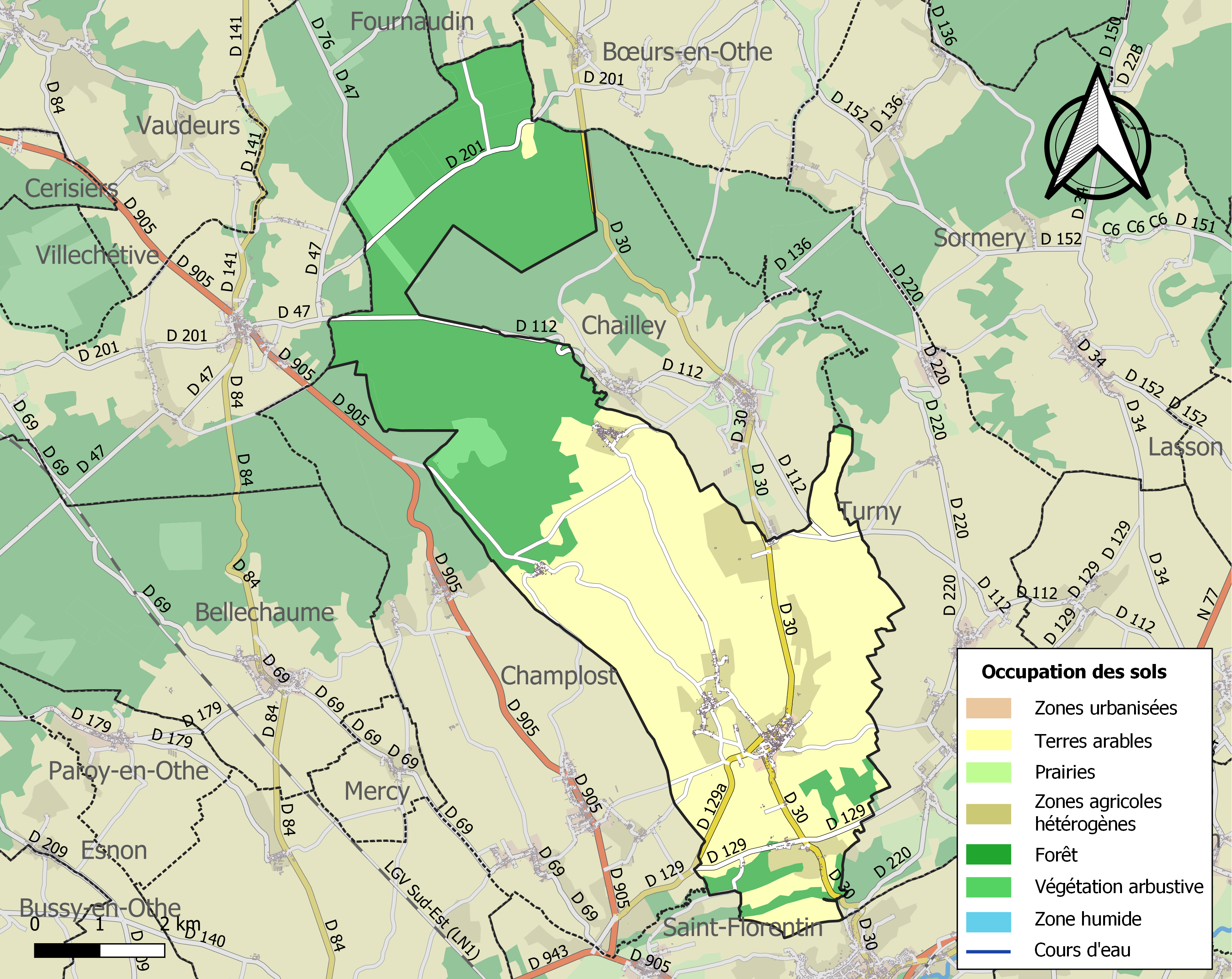
Carte des infrastructures et de l'occupation des sols de la commune en 2018 (CLC).

## Histoire
En 1730, Henry d'Argence, écuyer, seigneur de Venizy, sert comme lieutenant au Régiment du Vexin comme lieutenant (sources AD 55-Montmédy).

## Politique et administration
| Période | Période  | Identité        | Étiquette | Qualité |
| ------- | -------- | --------------- | --------- | ------- |
| 2004    | 2014     | Daniel Dubois   |           |         |
| 2014    | En cours | Sylvain Quoirin | DVG       |         |

## Démographie
L'évolution du nombre d'habitants est connue à travers les recensements de la population effectués dans la commune depuis 1793. Pour les communes de moins de 10 000 habitants, une enquête de recensement portant sur toute la population est réalisée tous les cinq ans, les populations de référence des années intermédiaires étant quant à elles estimées par interpolation ou extrapolation. Pour la commune, le premier recensement exhaustif entrant dans le cadre du nouveau dispositif a été réalisé en 2008.

En 2022, la commune comptait 846 habitants, en évolution de −8,54 % par rapport à 2016 (Yonne : −1,95 %, France hors Mayotte : +2,11 %).
| 1793  | 1800  | 1806  | 1821  | 1831  | 1836  | 1841  | 1846  | 1851  |
| ----- | ----- | ----- | ----- | ----- | ----- | ----- | ----- | ----- |
| 1 435 | 1 441 | 1 411 | 1 479 | 1 573 | 1 672 | 1 777 | 1 782 | 1 769 |

| 1856  | 1861  | 1866  | 1872  | 1876  | 1881  | 1886  | 1891  | 1896  |
| ----- | ----- | ----- | ----- | ----- | ----- | ----- | ----- | ----- |
| 1 581 | 1 515 | 1 531 | 1 349 | 1 404 | 1 334 | 1 320 | 1 190 | 1 086 |

| 1901  | 1906 | 1911 | 1921 | 1926 | 1931 | 1936 | 1946 | 1954 |
| ----- | ---- | ---- | ---- | ---- | ---- | ---- | ---- | ---- |
| 1 050 | 985  | 929  | 833  | 774  | 743  | 785  | 777  | 724  |

| 1962 | 1968 | 1975 | 1982 | 1990 | 1999 | 2006 | 2008 | 2013 |
| ---- | ---- | ---- | ---- | ---- | ---- | ---- | ---- | ---- |
| 680  | 599  | 693  | 739  | 743  | 821  | 866  | 878  | 934  |

| 2018 | 2022 | - | - | - | - | - | - | - |
| ---- | ---- | - | - | - | - | - | - | - |
| 879  | 846  | - | - | - | - | - | - | - |

## Culture locale et patrimoine

### Lieux et monuments
Un lieu-dit de Venizy, les Pommerats, est célèbre pour son moulin reconverti en hôtel et chambres d'hôtes. Il ne reste de trace de l'activité du moulin que le bras détourné et l'ingénieux mécanisme de retenue d'eau alimenté par le Créanton, affluent de l'Armançon et qui donne son nom à l'unique rue traversant le hameau. Par le passé, le Moulin des Pommerats accueillait régulièrement Françoise Sagan qui appréciait s'y reposer.
Stèle des Fourneaux : Une stèle célébrant la mémoire du Maquis Horteur (en hommage aux deux frères Horteur du maquis de Mont Saint Sulpice fusillés le 23 décembre 1943) est érigée dans le bois des Fourneaux.
Le maquis Horteur devait constituer un puissant maquis de combat pour la "Libération-Nord de l’Yonne.". Mais il fut  attaqué le 23 juin 1944. Une trentaine de maquisards et résistants furent fusillés, torturés par les troupes allemandes d'occupation dans la forêt de Vaudevanne, près de Chailley. Le maquis dut se déplacer en direction du sud du département, dans la région de Quarré-les-Tombes, pour y constituer l’ossature du gros maquis des Iles Ménéfrier. Emile Laureillard (« capitaine Edgar ») participa activement, en juin et juillet 1944, au regroupement des forces de Libération-Nord et à l’organisation de ce maquis. Il fut exécuté sommairement par les Allemands le 15 août 1944 à Merry-sur-Yonne. (Yonne)

### Venizy dans la littérature
Venizy est citée dans le poème d’Aragon, Le Conscrit des cent villages, écrit comme acte de Résistance intellectuelle de manière clandestine au printemps 1943, pendant la Seconde Guerre mondiale.

### Environnement
La commune inclut une ZNIEFF :
- La ZNIEFF de la forêt d'Othe et ses abords[21], qui englobe 29 398 ha répartis sur 21 communes[22]. Le milieu déterminant est la forêt ; on y trouve aussi eaux douces stagnantes, landes, fruticées, pelouses et prairies.

### Personnalités liées à la commune
- Louis-Gabriel Viaux (1862-1943), officier de marine, aquarelliste et photographe, né dans la commune.

### Héraldique
| Blason de Venizy | Blason  | Burelé d'azur et d'argent de vingt pièces ; au lion de gueules, armé et lampassé d'or, brochant. |
| Blason de Venizy | Détails | Adopté par la municipalité.                                                                      |

## Pour approfondir